# براندون جونز (هنرپیشه)
براندون جونز (انگلیسی: Brandon Jones؛ زادهٔ ۷ مهٔ ۱۹۸۸) یک هنرپیشه، و خواننده اهل ایالات متحده آمریکا است. وی از سال ۲۰۰۹ میلادی تاکنون مشغول فعالیت بوده‌است.